# 李守諧
李守諧（？—？），清朝官員，本籍江西。監生出身。

## 生平
李守諧於1868年（同治7年）接替章國鈞，任臺灣府淡水廳艋舺縣丞一職，是大臺北地區的地方父母官。